# Sân bay quốc tế Syracuse Hancock
Sân bay quốc tế Syracuse Hancock (IATA: SYR, ICAO: KSYR) là một sân bay quốc tế hỗn hợp dân dụng và quân sự phục vụ thành phố Saracuse, bang New York, Hoa Kỳ.
San bay có cự ly 7,4 km về phía đông bắc Syracuse, quận Onondaga, New York, ngoài xa lộ liên bang Interstate 81 gần Mattydale, New York. Phức hợp nhà ga chính là nằm ở đầu phía đông của Colonel Eileen Collins Boulevard.

## Lịch sử
Năm 1927, thị trưởng Syracuse Charles Hanna quyết định thành phố của ông cần một sân bay. Một vị trí tại Amboy trong thị trấn Camillus, New York đã được mua cho với giá 50.000 đô la Mỹ, và năm 1928, "sân bay thành phố Syracuse ở Amboy" đã xử lý thư gửi bằng đường hàng không. Vào cuối Chiến tranh thế giới thứ II, Không quân Quân đội Hoa Kỳ đã cho thành phố thuê căn cứ máy bay ném bom của họ gần Mattydale, New York đến thành phố. Ngày 17 tháng 9 năm 1949, sânn bay Clarence E. Hancock mở cửa cho công chúng bằng cách sử dụng một cửa hàng máy móc làm nhà ga, và thay thế sân bay tại Amboy. Sân bay tại thời điểm đó đã được trang bị với ba đường băng dài 5.500 foot (1.700 m) và rộng 300 feet (91 m) bằng bê tông. Các hãng American, Buffalo, Colonial và Robinson là các hãng hàng không đầu tiên hoạt động tại sân bay, và American Airlines vẫn cho đến ngày nay.
Năm 1962, một nhà ga mới được mở cửa, tại địa điểm của nhà ga ngày nay. Các vị trí cho phép sân bay để được kết nối trực tiếp đến 81 liên tiểu bang, được xây dựng ngay sau đó. Năm 1970 sân bay đã được trao tư cách sân bay quốc tế của Tổ chức Hàng không dân dụng quốc tế, và do đó đổi tên thành sân bay quốc tế Syracuse Hancock.